# Tromboneconcert (Maslanka)
David Maslanka voltooide zijn Concert voor trombone en harmonieorkest in 2007. Deze omschrijving van het werk is echter niet compleet zonder de cello te noemen.

## Inleiding
Maslanka wilde een werk componeren, dat zowel door een harmonieorkest als een (deel van een) symfonieorkest uitgevoerd kon worden. De muziek is een aandenken aan Christine Nield Capote. Een fluitiste waar Maslanka in het verleden mee werkte bij zijn fluitconcert Song Book. Aan die samenwerking kwam een eind door het overlijden van deze muzikante in 2006. Het concert is dan ook een soort requiem in concertvorm. De droevigheid wordt gestalte gegeven door het soloinstrument trombone, dat altijd een wat droeve klank heeft. Dat in tegenstelling tot bijvoorbeeld de trombone in de jazzmuziek, waarbij het met de glissando juist een opzwepende rol kan hebben. Als tegenpartij voor de trombone heeft Maslanka gebruikgemaakt van de cello, een instrument dat men zelden tegenkomt binnen de HaFaBra-muziek (de grote broer van de cello, de contrabas echter wel). De cello geeft de stem van de echtgenoot van Christine, Manny weer.
De eerste uitvoering werd gegeven op 28 oktober 2007 door Tim Conner (trombone) en een orkest van de Frost School of Music in Miami. Alles onder leiding van Gary Green (initiatiefnemer voor de cellopartij). Conner en Green hadden het werk bij Maslanka besteld. Op het programma stonden ook twee werken van Michael Daugherty: Desi, Red Cape Tango en Ladder to the Moon.

## Muziek
Het concert heeft de klassieke driedelige opzet:
1. Requiem
2. Beloved
3. Be Content, Be Calm

### Orkestratie
- 1 solotrombone, 1 solocello
- 3 dwarsfluiten waarvan 1 ook piccolo, 2 hobo’s waarvan 1 ook althobo, 3 klarineten, 1 basklarinet, 2 fagotten waarvan 1 ook contrafagot
- 1 altsaxofoon tevens sopraansaxofoon,
- 2 hoorns, 3 trompetten, 1 trombone, 1 bastrombone, 1 tuba
- pauken, 4 man/vrouw percussie, 1 piano;
- 1 contrabas

## Discografie
- Uitgave Albany Records: Illinois State University Wind Symphony o.l.v. Stephen K. Steele; een opname van 16 november 2007.